# حسین‌آباد (کنگاور)
حسین‌آباد (کنگاور)، روستایی از توابع بخش مرکزی شهرستان کنگاور در استان کرمانشاه ایران است.

## جمعیت
این روستا در دهستان گودین قرار دارد و براساس سرشماری مرکز آمار ایران در سال ۱۳۸۵، جمعیت آن ۵۵۳ نفر (۱۲۰خانوار) بوده‌است.